# Italiani mambo
Italiani mambo è il secondo album in studio del cantautore italiano Sergio Caputo, pubblicato nel 1984.

## Descrizione
L'album, pubblicato dalla CGD, si avvale della collaborazione di Tony Scott, sassofonista-clarinettista statunitense, del batterista jazz Roberto Gatto e del bassista Piero Montanari, che insieme al produttore artistico Kiko Fusco (ex Schola Cantorum) cura anche gli arrangiamenti.
Nel brano Vado alle Hawaii, Caterina Caselli pronuncia le frasi "Scappi alle Hawaii?" e "Quando arriva l'uragano che fai?".

## Tracce
Lato A
1. Italiani mambo – 4:25
2. T'ho incontrata domani – 3:40
3. Vita dromedaria – 3:40
4. C'aggia fa' with You – 3:12

Durata totale: 14:57
Lato B
1. Caro diario – 4:10
2. Kiwi – 4:12
3. Amore all'estero – 3:23
4. Vado alle Hawaii – 4:31

Durata totale: 16:16